# Laura Gorniak
Laura Gorniak est une joueuse de football belge née le 25 mars 1998, évoluant au poste d'attaquant.

## Palmarès
- Championne de Belgique en 2017 avec le Standard de Liège

## Statistiques

### Ligue des Champions
- 2016-2017 : 3 matchs, 2 buts avec le Standard de Liège